# Brioni

Kaartje

De Brioni-eilanden (Kroatisch: Brijuni) of Brionische eilanden liggen voor de westkust van Istrië, Kroatië tussen Rovinj en de havenstad Pula. De eilandengroep bestaat uit twee grote (Veli Brioni en Mali Brioni) en tien kleine eilanden en is in zijn geheel uitgeroepen tot Nationaal Park Brijuni. De eilanden zijn per boot bereikbaar vanuit Fazana.
De Joegoslavische leider Tito had op Veli Brioni zijn zomerresidentie. Hij ontving hier vele staatshoofden en filmsterren (onder wie Elizabeth Taylor, Richard Burton, Sophia Loren en Gina Lollobrigida). Met de exotische dieren die hij van hen cadeau kreeg, vormde hij een safaripark op Veli Brioni, dat nu nog steeds bestaat. Daarnaast is een groot deel van de noordzijde van Veli Brioni gecultiveerd tot golfbaan en wordt er al sinds 1893 polo gespeeld.
Op 7 juli 1991 werd hier het Akkoord van Brioni gesloten. Dit akkoord beëindigde de Joegoslavische vijandelijkheden (zie: Tiendaagse Oorlog) in het naar onafhankelijkheid strevende Slovenië. De onafhankelijkheid werd door Joegoslavië erkend, maar in het akkoord werd afgesproken dat het in de praktijk brengen hiervan met drie maanden verschoven zou worden. Dit laatste gold ook voor Kroatië.
Bezienswaardig zijn de overblijfselen van een Byzantijns castrum, een nederzetting met fortificaties.
Vanaf de Gospinabaai bij de haven gaat een treintje naar de oostkant van Veli Brioni. Hier staat een Oostenrijks fort uit de 19de eeuw genoemd naar admiraal Wilhelm von Tegetthoff. Ook is er bij de haven nog een museum en de Sint Rochuskerk.
Plitvicemeren · Paklenica · Risnjak · Mljet · Kornaten · Krka · Noordelijke Velebit · Brijuni
Meer informatie over nationale parken